# سفارة سلوفينيا في ألمانيا
سفارة سلوفينيا في ألمانيا هي أرفع تمثيل دبلوماسي لدولة سلوفينيا لدى ألمانيا. تقع السفارة في برلين وهي تهدف لتعزيز المصالح السلوفينية في ألمانيا.

## وصلات خارجية
- الموقع الرسمي
- قائمة سفارات سلوفينيا
- قائمة السفارات في ألمانيا